# Elsőbbségi levél
Az elsőbbségi levél egy Magyarországon 2004 óta létező postai szolgáltatás, mely az Európai Unió minden országában (és számos más országban, például az USA-ban) elérhető. Jogszabály írja elő, hogy az elsőbbségi jelzővel megjelölt levelek legalább 85%-át a következő munkanapon kézbesíteni kell.
Az elsőbbségi levél a korábbi expressz küldemény szolgáltatást váltotta fel. 